# Рассмотрение Катынского дела в Нюрнберге (1946)

Заседание трибунала (показания Аренса)

Рассмотрение Катынского дела в Нюрнберге проходило 1—2 июля 1946 года, когда Международный военный трибунал провёл слушания по делу об убийстве польских военнослужащих в Козьих Горах.
Катынский расстрел фигурирует в обвинительном заключении Международного трибунала (МВТ) в Нюрнберге. Трибунал не принял данное обвинение без рассмотрения и провёл по данному эпизоду судебные слушания с участием по три свидетеля со стороны обвинения и защиты.
В результате слушаний Трибунал не поддержал советское обвинение из-за недостатка доказательств и не включил катынский эпизод в приговор. Такой итог рассмотрения в Трибунале был воспринят участниками процесса и в целом за пределами СССР как признание советской вины в Катынском расстреле. Несмотря на это, советская историография утверждала, что Нюрнбергский трибунал признал виновными немцев. Данный тезис безосновательно выдвигается и современными отрицателями советской вины.

## Катынский расстрел и версии о виновных
Весной 1940 года НКВД СССР в соответствии с постановлением Политбюро ЦК ВКП(б) от 5 марта 1940 года осуществил массовые тайные расстрелы военнопленных граждан Польши, захваченных после вторжения Красной армии в Польшу 17 сентября 1939 года. Было расстреляно около 22 тысяч узников Козельского, Старобельского и Осташковского лагерей военнопленных и тюрем Западной Белоруссии и Западной Украины.
Германское командование после вторжения на территорию СССР и оккупации части территории страны в 1943 году обнаружило массовые захоронения возле деревни Козьи Горы Смоленской области. Созванная Германией международная комиссия провела экспертизу и заключила, что расстрелы произведены НКВД весной 1940 года.
Советский Союз отрицал свою причастность к происшедшему. В свою очередь, после освобождения советскими войсками этого района была создана комиссия под руководством Николая Бурденко, которая, проведя фальшивое расследование, заключила, что польские граждане были расстреляны в Катыни осенью 1941 года немецкими оккупационными войсками.

## Выдвижение обвинения
14 февраля 1946 года в Международном военном трибунале (МВТ) в Нюрнберге заместитель главного советского обвинителя полковник Юрий Покровский на утреннем заседании выдвинул обвинение по Катынскому делу, основанное на материалах комиссии Бурденко. Заявив, что переходит к теме преступлений гитлеровцев против чехословацких, польских и югославских пленных, Покровский в этом контексте кратко изложил (приложенный к обвинительным материалам) доклад комиссии Бурденко, зачитав из него раздел «Общие выводы», главные из которых гласили следующее:

1. Военнопленные поляки, находившиеся в трех лагерях западнее Смоленска и занятые на дорожно-строительных работах до начала войны, оставались там и после вторжения немецких оккупантов в Смоленск до сентября 1941 года включительно.
2. В Катынском лесу осенью 1941 года производились немецкими оккупационными властями массовые расстрелы польских военнопленных из вышеуказанных лагерей.
3. Массовые расстрелы польских военнопленных в Катынском лесу производило немецкое военное учреждение, скрывавшееся под условным наименованием «штаб 537-го строительного батальона», во главе которого стояли подполковник Аренс и его сотрудники оберлейтенант Рекс, лейтенант Хотт.

— 
Этот эпизод был включен в обвинительное заключение: раздел III «Военные преступления», подраздел С «Убийства и жестокое обращение с военнопленными и другими военнослужащими стран, с которыми Германия находилась в состоянии войны, а также с лицами, находящимися в открытом море», эпизод 17: «В сентябре 1941 года 11000 польских офицеров-военнопленных были убиты в Катынском лесу близ Смоленска».

## Подготовка слушаний
Катынский эпизод стал одной из иллюстраций принципиальных разногласий между США и СССР в отношении принципов правосудия. Изначально представитель США Роберт Джексон хотел проводить трибунал на основе американской концепции, включающей юридические процедуры обвинения и защиты, а также возможность оправдания, но представитель СССР Иона Никитченко заявил, что трибунал имеет дело с преступниками, которые уже осуждены и задача трибунала лишь выяснить конкретную вину каждого и определить наказание.
Статья 21 Устава МВТ гласила, что «Трибунал будет принимать без доказательств официальные правительственные документы и доклады Объединённых Наций, включая акты и документы комитетов, созданных в различных союзных странах для расследования военных преступлений». Как показывают документы, советская делегация была совершенно уверена, что Трибунал, в соответствии с этой статьей, автоматически примет выводы комиссии Бурденко и тем самым легитимизирует их на международном уровне. Никитенко считал, что стремление к поддержанию единства среди судей позволит ему продвинуть интересы советских властей в данном важном вопросе так же, как ему это неоднократно удавалось ранее по другим процедурным разногласиям. Поэтому решение Трибунала провести прения, вынесенные 12 марта 1946 года по ходатайству защитника Геринга Отто Штаммера (Геринг был обвиняемым в преступлениях против пленных), явилось для Москвы неожиданностью. На этот раз американские судьи Фрэнсис Биддл и Джеффри Лоуренс сочли, что попытка с помощью 21 статьи Устава выдвинуть крайне сомнительное обвинение, без возможности защиты оспорить этот пункт, совершенно неприемлема. Британские и французские судьи поддержали эту позицию. В конечном итоге суд поддержал ходатайство защиты большинством голосов.
18 марта главный советский обвинитель Роман Руденко направил трибуналу резкий протест, в котором говорилось:

Этот вопрос имеет большое принципиальное значение для всего процесса, а решение Трибунала от 12 марта составляет крайне опасный прецедент, так как оно дает защите возможность бесконечно затягивать процесс путем попыток опровергнуть доказательства, считающиеся, согласно статье 21, бесспорными. <…> нельзя обойти молчанием и тот факт, что Трибунал считал возможным вызвать в качестве свидетелей таких лиц, как Аренс, Рекст, Хотт и др., которые, как видно из представленного Трибуналу сообщения, являются непосредственными исполнителями злодеяний, совершенных немцами в Катыни, и, согласно декларации глав трех правительств от 1.11.1943 г., должны быть судимы за свои преступления судом той страны, на территории которой эти преступления были совершены.

Руденко прямым текстом обвинил судей Биддла, Лоуренса и де Вабра в нарушении собственных правил и превышении полномочий.
Однако протесты советской стороны не были удовлетворены, 6 апреля на совещании судей прежнее решение было оставлено в силе. Вопреки советской трактовке статьи 21 суд исходил из того, что она позволяет, но отнюдь не обязывает трибунал принимать официальные доклады без исследования и трибунал вправе отойти от этого правила, если сочтет это необходимым в интересах справедливости и состязательности. Более того, судья Фрэнсис Биддл заявил на совещании судей что прокурор Руденко допустил в своем заявлении «оскорбительные нападки» на Трибунал, и предложил немедленно отправить его в тюрьму за неуважение к суду.
Когда стала очевидна бесперспективность попыток предотвратить слушания, Сталин был вынужден созвать созданную в сентябре 1945 года решениями Совета министров и ЦК ВКП(б) правительственную комиссию по руководству советскими представителями на Нюрнбергском процессе, которую возглавлял Андрей Вышинский. Комиссии пришлось спешно готовить дополнительные материалы и свидетелей для поддержания советской версии обвинения. Эта работа была возложена главу военной контрразведки Виктора Абакумова, министра государственной безопасности Всеволода Меркулова, прокурора СССР Константина Горшенина и самого Вышинского. В этой работе также принимал участие генеральный прокурор Польши Е. Савицкий.
При этом подготовка болгарских свидетелей была возложена на Абакумова, польских — на Горшенина, Меркулов же отвечал за советских свидетелей, «найденные на трупах» «подлинные документы» и наконец за подготовку «свидетеля-немца, который был участником провокации в Катыни». Вышинский отвечал за документальный фильм, который предполагалось продемонстрировать трибуналу. Опасаясь провала «подготовленных» свидетелей на перекрестном допросе, Москва не стала посылать в Нюрнберг жителей Козьих Гор, на свидетельских показаниях которых во многом строилось обвинение, и попыталась добиться от трибунала, чтобы он принял свидетельские показания только в письменном виде, но и здесь потерпела неудачу; трибунал пошел ей навстречу лишь в том, что ограничил число свидетелей тремя с каждой стороны.
Со своей стороны Штаммер начал искать свидетелей защиты и быстро вышел на бывшего командира 537 полка связи полковника Фридриха Аренса, который был объявлен советским обвинением главным организатором расстрелов под именем оберст-лейтенанта (подполковника) Аренса. Подчиненный Аренса Рейнхарт фон Эйхборн вышел на обвинение сам: прочтя в газете речь Покровского, он явился в мюнхенскую нотариальную контору и составил письменное показание, опровергающее причастность 537 полка и его командира к каким-либо расстрелам. В заключение фон Эйхборн ссылался на начальника разведотдела штаба армий «Центр» генерал-майора барона фон Герсдорфа (участника двух попыток покушения на Гитлера). Фон Герсдорф действительно направил суду заверенные показания, полностью подтверждавшие слова Эйхборна. Выступить в качестве свидетеля защиты вызвался также член международной комиссии, участвовавшей в эксгумации 1943 г., доктор Франсуа Навиль (Швейцария), но защите пришлось отказаться от его услуг в связи с решением суда об ограничении числа свидетелей.
Решающую роль в таком развитии событий сыграл бывший немецкий офицер Фабиан фон Шлабрендорф, участник заговоров против Гитлера. Шлабрендорфа, как антинациста, хорошо знающего германскую верхушку, и к тому же юриста взял в свой консультативный штаб бывший руководитель американской разведки Уильям Дж. Донован, в тот момент готовивший процесс в качестве помощника американского главного обвинителя Роберта Джексона. Осенью 1945 года Шлабрендорф составил для Донована меморандум, в котором в частности касался вопроса Катыни. Как свидетель эксгумаций он категорически заявлял, что Катынский расстрел — дело рук СССР: 

Этот неоспоримый факт известен не только тысячам бывших немецких солдат и офицеров, но также польским священникам, английским офицерам и ненемецким врачам европейских стран. Демократии поставили бы под угрозу свое доброе дело, рекламируя доказуемо ложное утверждение — Literal Translation of Opinion on Indictment No. 1 Before the International Military Tribunal / SECRET
По воспоминаниям самого Шлабрендорфа, меморандум произвел на Донована больше впечатление: «кровь бросилась ему в лицо», когда Донован читал документ. Он немедленно составил записку для Джексона, в которой предлагал позволить адвокатам Геринга вызвать свидетелей, «которые подтвердят, что это убийство было совершено русскими». Затем он организовал встречу Джексона с Шлабрендорфом и другими военными-антинацистами, после которой Джексон остался абсолютно убежденным в вине Советов и необходимости «решительной оппозиции» советскому обвинению.

## Защита

### Показания Фридриха Аренса

Аренс дает показания в Нюрнберге

Утром 1 июля 1946 года дал показания перед трибуналом главный свидетель защиты — командир 537-го полка связи полковник Фридрих Аренс. Штаб полка действительно находился на бывшей даче НКВД в Козьих Горах, рядом с могилами поляков (немцы называли эту дачу «Днепровским замком»).
Задачи 537-го полка Аренс определил следующим образом: «У полка связи армейской группы была задача организации и поддержания коммуникаций между группой армий и соседними соединениями и подчиненными соединениями, а также подготовка необходимых линий связи для новых операций». Наличие каких-либо других задач он категорически отрицал, как и существование некоего «537-го строительного батальона», упомянутого в советском обвинении. Полк подчинялся непосредственно штабу группы армий «Центр».
Аренс опроверг утверждения обвинения, что Катынский лес (так называемый «молодой лес», непосредственно окружавший штаб) был закрыт для прохода, но заявил, что время от времени посылал в лес часовых с целью препятствовать вырубке деревьев (деревья обеспечивали зенитное прикрытие штаба). При этом Аренс застал остатки забора, закрывавшего вход в лес, для местных жителей до войны. В полк Аренс прибыл только в конце ноября, приняв командование от полковника Беденка. Аренс не отрицал утверждений обвинения, что в лесу время от времени была слышна стрельба, но объяснил это проводившимися по его приказу учениями по отражению внезапной атаки на штаб: «Я лично участвовал в этих манёврах время от времени, и, конечно, выстрелы имели место, особенно в связи с тем, что мы готовились к ночному бою». «Подозрительное» движение грузовиков он объяснил в частности тем, что дом был полуразрушен в январе 1942 года в результате советского налета и после этого усиленно восстанавливался.
По его словам, он и его солдаты сразу обратили внимание на могильные насыпи (тем более что был даже березовый крест), но не придавали этому факту особого значения, полагая, что «на этом месте вероятно были бои». Даже после того, как волк разрыл могилу под крестом и Аренс нашел там человеческие кости, он не предпринял никаких определённых действий, а лишь спустя некоторое время показал кости врачу. Могила была принята за военное захоронение, которое, по немецким правилам, Аренс должен был поставить на учёт (это правило относилось и к могилам неприятельских солдат), и Аренс устно сообщил об этом ответственному за военные могилы — этим его действия и ограничились. Он также заявил, что после начала раскопок расспросил чету местных жителей, с которыми у него установились близкие отношения на почве общего увлечения пчеловодством (как полагают, это были супруги Парфен и Аксинья Киселевы), и они рассказали подробности о расстреле поляков в 1940 году Это был единственный рассказ, слышанный им из первых рук, но он слышал также аналогичные рассказы других людей в пересказе своих солдат.

### Показания Рейнхарда фон Эйхборна
Бывший подчиненный Аренса лейтенант Рейнхард фон Эйхборн подтвердил, что в составе полка не было никакой инженерной части. Штаб полка был переведен в район Козьих Гор из Борисова только 20 сентября (передовые подразделения появились на несколько дней раньше). Никаких сведений о захвате лагерей с пленными он не имел, ни о каких расстрелах в полку не знает и не слыхал от сослуживцев, а также не знает соответствующих приказов, хотя вся штабная документация полка по должности (он отвечал за телефонные коммуникации) проходила через его руки. При этом, подчеркнул он, если бы действительно были захвачены крупные лагеря с польскими пленными, то сообщения об этом содержались бы в ежевечерних сводках армий — эти сводки также все проходили через его руки, и в них непременно наличествовало упоминание о пленных.
Советское обвинение предъявило директивы руководства СД, разработанные в сотрудничестве с ОКВ, из которых следовало, что создаются айнзацкоманды для уничтожения пленных в лагерях и что две такие команды размещались в Смоленске. Эйхборн на это возразил, что далеко не все документы, касающиеся СД, проходили через его руки, и что он может отвечать только за документацию 537-го полка, в которой ничего, касающегося польских пленных, точно не содержалось. Он также показал, что командующий группой армий «Центр» фельдмаршал Федор фон Бок крайне негативно относился к казням пленных, и в качестве доказательства привёл слышанный им накануне нападения на СССР телефонный разговор между генералом Хансом Гюнтером Клюге и Боком, в котором оба военачальника возмущались гитлеровским приказом об убийствах пленных и обсуждали меры по противодействию этому приказу.

### Показания Ойгена Оберхаузера
Последним из свидетелей защиты был допрошен непосредственный начальник командиров 537-го полка — командующий связью в ГА «Центр» генерал-лейтенант Ойген Оберхаузер (нем. Eugen Oberhäuser). В целом он подтвердил показания предыдущих свидетелей о задачах полка, времени его прибытия в Козьи Горы и его командирах. Он заявил, что ничего не слышал о русских лагерях под Смоленском, якобы попавших в руки немцев, и категорически отрицал существование приказа о расстреле поляков, а также возможность проведения в полку такой акции без его ведома. Отвечая на вопрос о вооружении полка, он заявил, что автоматического оружия не было, солдаты были вооружены карабинами, сержанты — пистолетами, в основном пистолетами «маузер» калибра 7,65 «или немного меньше». Всего в полку было около 150 пистолетов, но полк был разбросан небольшими группами на расстоянии около 500 километров, непосредственно в штабе и вокруг него было очень мало людей. Поэтому, по его словам, полк и физически не смог бы провести широкомасштабную карательную акцию. Он также подчеркнул, что войска связи, которые в боях не участвовали, в принципе не могли иметь отношения ни к каким расстрелам, включая расстрелы пленных евреев и комиссаров на передовой (по известному приказу Гитлера).
Для полного опровержения версии о причастности 537-го полка к расстрелу Штаммер попросил суд вызвать четвёртого свидетеля — старшего лейтенанта Ходта, который занял «Днепровский замок» самым первым — ещё в составе передового отряда, до того как там расположился штаб (Ходт, фигурировавший в докладе Бурденко как «Хотт», был особенно ценным для защиты свидетелем, но защита вышла на него слишком поздно, когда состав её свидетелей был уже заявлен). В конечном итоге суд в этой просьбе отказал.

## Обвинение

Базилевский дает показания в Нюрнберге

Вечером 1 и утром 2 июля выступали свидетелями обвинения: бывший заместитель обер-бургомистра Смоленска профессор-астроном Борис Базилевский, профессор Виктор Прозоровский (как эксперт-медик) и болгарский эксперт Марко Марков, бывший член международной комиссии 1943 года, подписавший её заключение, обвиняющее в расстреле СССР.

### Показания Бориса Базилевского
Базилевский на суде повторил показания, данные в комиссии НКВД-НКГБ и потом перед иностранными журналистами в комиссии Бурденко, заявив, что пленные поляки работали на дорожных работах, что об их расстреле немцами ему сообщил бургомистр Борис Меньшагин (сам Меньшагин в воспоминаниях называет это ложью; Меньшагин находился в тот момент в тюрьме Лубянки, но не соглашался давать необходимые для советской версии показания) и что различные немецкие чины высказывались в разговорах с ним о неполноценности поляков и желательности их уничтожения. В ходе перекрёстного допроса Базилевского защитник Штаммер добился от него признания, что катынский «санаторий и дом отдыха, о котором известно всем в Смоленске» и где, по советской версии, размещался пионерлагерь и т. п., являлся «санаторием НКВД» и вход туда для посторонних был закрыт. Ни на одного свидетеля расстрелов Базилевский сослаться не смог.

### Показания Марко Маркова
Бывший член комиссии 1943 года Марко Марков после ареста новыми коммунистическими властями Болгарии кардинально изменил свои взгляды на Катынь; его роль на процессе заключалась в компрометации выводов международной комиссии. В начале своих показаний он охарактеризовал пребывание комиссии в Катыни как «туристическую прогулку», отрицал, что при комиссии находили какие-то документы, кроме тех, что показывали немцы на витринах. По словам Маркова, единственным серьёзным делом комиссии было вскрытие лично им трупа. Однако затем, углубившись в детали, Марков признал, что трупы вскрывали и другие члены комиссии, что сам он в одежде вскрытого им трупа нашёл какие-то бумаги и немцы даже требовали от него, чтобы он описал эти бумаги, но он отказался, заявив, что это не дело врача; однако другие члены делегации описали найденные ими бумаги. По словам Маркова, он пришёл к выводу, что вскрытый им труп пролежал в земле не более года-полутора. Отсутствие этого вывода в заключении он объяснил тем, что воздержался от заключения, видя, что от комиссии добивались признания более долгого нахождения трупов в земле. Свою подпись под протоколом комиссии, утверждавшим, что трупы пролежали в земле более долгий срок, Марков объяснил тем, что протокол делегатов заставили подписать на военном аэродроме в явно угрожающей обстановке. На перекрёстном допросе Штаммер вынудил Маркова подтвердить указанное в составленном им протоколе вскрытия наличие на трупе зимней одежды (тёплая шинель и шарф) — важное обстоятельство в свете советской версии, согласно которой поляки были расстреляны в августе-сентябре.

### Показания Виктора Прозоровского
Третий советский свидетель, профессор Прозоровский, лишь выступил с отчетом о работе комиссии Бурденко. Советский обвинитель Смирнов предложил вызвать других советских свидетелей, на что Штаммер согласился под условием, что будут заслушаны и новые свидетели защиты. Председатель, однако, отказался заслушивать новых свидетелей, и на этом рассмотрение Катынского дела в Нюрнберге было прекращено.

## Итог

Отто Штаммер в Нюрнберге

Уже после допроса первых двух свидетелей защиты Штаммер с иронией заявил, имея в виду постоянно меняющуюся линию советского обвинения:
Обвинение до сих пор только предполагает, кто осуществил расстрел: что это был 537-й полк под командой полковника Аренса. Сегодня полковник Аренс опять был квалифицирован обвинением как виновный. Очевиден отвод этого обвинения; и было сказано, что если это был не Аренс, то его предшественник, полковник Беденк; а если и Беденк этого не совершал, то очевидно — и это, кажется, уже третья версия — что это сделало СД. Защита сконцентрировалась исключительно на утверждении, что полковник Аренс является виновником, и это обвинение опровергло.
Защита не ставила своей целью рассмотреть вопрос об истинных виновниках Катынского расстрела, так как цель была принципиально невыполнимой: по статуту МВТ он не мог рассматривать обвинения против стран антигитлеровской коалиции. Однако конкретные утверждения советского обвинения, что экзекуция проводилась «537-м строительным батальоном» во главе с «оберст-лейтенантом Аренсом», были опровергнуты. Трибунал не поддержал советское обвинение, и в приговоре трибунала катынский эпизод отсутствует. Сталин был вынужден смириться с тем, что Международный трибунал не признал советскую версию Катынского преступления. Показательно, что в приговоре Герингу трибунал специально подчеркнул, что основывается только на фактах, признанных самим Герингом, оставляя в стороне неназванные «противоречивые показания»: «В некоторых конкретных случаях, быть может, показания и противоречивы, но если, брать их в целом, то его собственных признаний более чем достаточно для того, чтобы сделать определённый вывод о его виновности».
Это было однозначно воспринято за пределами СССР как «молчаливое признание советской вины». Видный американский юрист Телфорд Тейлор, один из обвинителей на процессе, писал: «В Катынском деле, обстоятельства были таковы, что только Советский Союз или Германия могли бы совершить это злодеяние. Единственный путь для любой из сторон, был продемонстрировать свою невиновность и этим доказать вину другого». Это осознавали и участники процесса с советской стороны. Переводчик Ступникова позже написала в воспоминаниях:

Слушать и переводить показания свидетелей мне было несказанно тяжело, и не из-за сложности перевода, а на сей раз из-за непреодолимого чувства стыда за моё единственное многострадальное Отечество, которое не без основания можно было подозревать в совершении тягчайшего преступления. В этом, к моему великому ужасу, и заключалась Правда, ничего кроме Правды!

Аргументы адвокатов Геринга, по Тейлору, «дали удовлетворительные доказательства того, что никто не мог правдоподобно обвинить немцев в Катыни». Это обстоятельство, однако, не помешало советской историографии утверждать, будто Нюрнбергский трибунал признал немецкую сторону ответственной за Катынский расстрел. При этом по воспоминаниям Никитченко, член Политбюро ВКП(б) Георгий Маленков ещё в период Нюрнбергского процесса заявил, что Москва не будет публиковать документы трибунала и делать их доступными для советской аудитории. Полный корпус материалов Нюрнбергского трибунала вопреки решению самого трибунала не был опубликован в СССР.
Тезис о том, что Нюрнбергский трибунал якобы признал немцев виновными в Катынском расстреле, выдвигается также и современными отрицателями советской вины. Отрицатели безосновательно трактуют приговор трибунала как подтверждение всего, что указано в обвинительном заключении. Вместе с тем обвинительное заключение, помимо утверждения о немецкой вине в Катынском расстреле, содержит и иные не соответствующие действительности утверждения, такие как численность жертв Освенцима и Майданека. Численность офицеров, расстрелянных в Катынском лесу, указанная в обвинительном заключении — 11 000, — также является неверной.

## Смерть Николая Зори
23 мая 1946 года у себя в номере гостиницы в Нюрнберге был найден мёртвым советский прокурор Николай Зоря. Накануне Зоря просил непосредственного начальника — генерального прокурора Константина Горшенина — срочно организовать ему поездку в Москву для доклада Андрею Вышинскому о сомнениях, возникших у него при изучении катынских документов, так как с этими документами он выступать не может. На следующее утро Зорю нашли мёртвым. Горшенин и Руденко сообщили в Москву, что Зоря застрелился. Но на заседании МВТ иностранным сторонам была официально озвучена другая советская версия — неосторожность при чистке оружия. Поскольку это произошло на территории контролируемой американцами, Руденко лично явился в офис американской миссии и сообщил эту версию американскому прокурору Роберту Джексону и запросил у того санкцию на немедленное перемещение тела погибшего с места происшествия в советскую зону оккупации, в Лейпциг, минуя какие-либо медицинские экспертизы трупа. Джексон отправил двоих подчинённых на место происшествия, те возвратившись сообщили, что покойный «чистил оружие, направив его дулом себе между глаз» и что даже на первый взгляд картина происшедшего выглядела так, будто его застрелили в упор, стреляя в лоб. В советскую версию никто из иностранных представителей не поверил, но официально опротестовывать её не стали. Многие предполагали, что Зоря был убит НКВД, в частности такую версию высказал помощник главного обвинителя от США Томас Додд и много лет спустя в воспоминаниях советский переводчик Татьяна Ступникова.

### Стенограммы
- Показания свидетелей защиты. Архивировано из оригинала 23 января 2013 года.
- Показания свидетелей обвинения. Архивировано из оригинала 23 января 2013 года.

### Видео- и аудио-материалы
- Фрагмент допроса Ф. Аренса на YouTube
- Допрос Ф. Аренса на YouTube, начиная с 16:04 (аудио, нем.яз.)
- Допрос Р. Эйхборна на YouTube, начиная с 2:32 (аудио, нем.яз.)
- Допрос О. Оберхойзера на YouTube, начиная с 5:18 (аудио, нем.яз.)
- Фрагмент допроса Базилевского на YouTube (видео)
- Продолжение допроса Базилевского на YouTube (аудио)
- Допрос Прозоровского на YouTube (аудио)